# Grand Ferrand
Grand Ferrand – szczyt w Préalpes du Dauphiné, części Alp Zachodnich. Leży w południowo-wschodniej Francji na granicy regionów Owernia-Rodan-Alpy i Prowansja-Alpy-Lazurowe Wybrzeże. Jest to drugi co do wysokości szczyt masywu Dévoluy i całych Préalpes du Dauphiné.